# Bryomoia
Bryomoia là một chi bướm đêm thuộc họ Noctuidae.